# محاکمه‌های آپولو
محاکمه آپولو یک پنتالوگرافی فانتزی - ماجراجویانه و در دسته رمانهای داستان اسطوره‌ای است که توسط نویسنده آمریکایی ریک ریوردان نوشته شده‌است. این سری کتاب به‌طور جمعی مجموعه‌ای از سری قهرمانان المپ را تشکیل می‌دهند. این کار در جهان همانند دیگر داستانهای ریوردان و شخصیت‌های مرجع و اتفاقات از سری قبلی تنظیم شده‌است. علاوه بر مجموعه اصلی، یک کتاب مکمل، با نام اردوگاه دورگه‌ها نیز منتشر شده‌است.
اولین کتاب این سری، با نام پیش گویی پنهان در تاریخ ۳ مه ۲۰۱۶ منتشر شد. دومین کتاب این مجموعه با نام شبح تاریکی در تاریخ ۲ مه ۲۰۱۷ منتشر شد. سومین کتاب با نام مارپیچ سوزان در تاریخ ۱ مه ۲۰۱۸ و به همین ترتیب چهارمین کتاب نیز با نام آرامگاه تایران در سپتامبر ۲۰۱۹ منتشر شده‌است. پنجمین و آخرین کتاب نیز با نام برج نرون در اکتبر ۲۰۲۰ منتشر شد.

## خلاصه داستان
این مجموعه دربارهٔ محاکمه آپولو (خدای یونانی) است که به خاطر مجازات پدرش زئوس به یک انسان به نام «لستر پاپادوپولوس» تبدیل شده‌است. زئوس به دلایل مختلفی از آپولو عصبانی است. او اجازه می‌دهد اوکتاویان با برکت دادن به او در طول سری قهرمانان المپ به قدرت برسند. آخرین کتاب قهرمانان المپ با عنوان «خون المپ» شش ماه پیش از شروع محاکمات آپولو را روایت می‌کند.

## کتاب‌ها

### پیشگویی پنهان
پیشگویی پنهان اولین کتاب از مجموعه قهرمانان المپ است. این کتاب به صورت اول شخص بوده و توسط خود شخصیت آپولو روایت می‌شود. عنوان‌های این کتاب از اشعار هایکو نوشته شده‌است. این کتاب در سوم ماه مه ۲۰۱۶ منتشر شد.
این کتاب با سقوط کردن آپولو - در قالب یک نوجوان فانی به نام لستر پاپادوپولوس - در یکی از کوچه‌های شهر نیویورک آغاز می‌شود. آپولو قبلاً یکی از ایزدهای المپ بوده که جنگ میان یونانیان و رومیان را تشویق می‌کرده. او با مِگ مَک کافِری، دختر ولگرد دمتر ملاقات می‌کند. با این تصور که او باید چند تلاش ساده برای بازپس گرفتن جاودانگی خود انجام دهد، آپولو (لستر) و مگ با کمک پِرِسی جَکسون به اردوگاه دورگه‌ها سفر می‌کنند. آنجا متوج می‌شوند که بیشتر پیشگوهای جهان از کار افتاده‌اند. آپولو (لستر) و مگ تلاش می‌کنند تا یک پیشگو را پیدا کرده و از او محافظت کنند. همچنین امیدوار هستند بتوانند با استفاده از پیشگویی‌های او جاودانگی آپولو را به او بازگردانند. آپولو (لستر) متوجه می‌شود که آن پیشگو توسط جانوری مرموز محافظت شده و نیاز به کمک دارد. آیا آپولو قادر به نجات دادن او خواهد بود؟

### شبح تاریکی
شبح تاریکی دومین کتاب از این مجموعه است. این کتاب دوم مه ۲۰۱۷ منتشر شد.
این کتاب همچنان داستان آپولو را در قالب لستر فانی ادامه می‌دهد. او امن‌ترین مکان برای خود یعنی اردوگاه دورگه‌ها را ترک می‌کند و در سراسر آمریکای شمالی برای دوباره فعال کردن چهار پیشگوی باقی مانده و شکست دادن امپراتوری سه‌گانه تلاش می‌کنند. او تنها نیست و لئو والدِز، کالیپسو و فِستوس اژدهای برنزی نیز به او کمک می‌کنند.

### مارپیچ سوزان
مارپیچ سوزان سومین کتاب این مجموعه است که در تاریخ یکم مه ۲۰۱۸ منتشر شد. این کتاب داستان آپولو در قالب لستر، مِگ مَک کافِری و گرووِر آندِروود را در حالی که سعی می‌کنند هِروفیل را نجات دهند، دنبال می‌کند. پیشگو که تنها در پازل صحبت می‌کند، از امپراتور روم ،کالیگولا حرف می‌زند. در حالی که آپولو در خواب، رؤیای هرفیلد را می‌بیند که به او می‌گوید که «باید مرا نجات بدهی، حتی اگر این یک تله باشد.» هنگامی که آپولو از خواب بیدار می‌شود، خود را در پایه گروور می‌بیند. وقتی مگ بیدار می‌شود، آنها یک سرنخ از پیشگویی پیدا می‌کنند. دختر دمتر ریشه‌های باستانی خود را پیدا می‌کند. آپولو و گروور بیرون می‌روند تا گلیسون هدج را در یک فروشگاه ارتشی به نام «جنون نظامی ماکرو» پیدا کنند. آنها متوجه می‌شوند که ماکرو، صاحب فروشگاه، در واقع نویوس ساتوریوس ماکرو است که برای کالیگولا کار می‌کند. او به ارتش اتوماتون حمله می‌کند. با فعال کردن «دنباله فرمان: دایدالوس بیست و سه»، آنها ماکرو را با روبات‌های خودشان شکست می‌دهند. آنها سپس با کمک پیپر مک لین و جزون گریس و مده آ، جادوگری که با امپراتور کار می‌کند، شکست می‌خورند و با خاطرات تایتان هلیوس محو شد. روز بعد گروور، مگ و آپولو با استفاده از کفش‌های کالیگولا هزارتو را راه می‌اندازند. آنها هروفیل را آزاد می‌کنند و به یک پیشگویی جدید می‌رسند.

### آرامگاه تایران
آرامگاه تایران چهارمین کتاب است که در بیست و چهارم ماه سپتامبر ۲۰۱۹، منتشر شده‌است. و آخر داستان در اردوگاه ژوپیتر در منطقه خلیج سانفرانسیسکو و کوه المپ تعیین می‌شود.

### برج نرون
برج نرون، پنجمین و آخرین کتاب از مجموعه محاکمه‌های آپولو، در اکتبر ۲۰۲۰ منتشر شد.

## داستان‌های مکمل

### اردوگاه دورگه محرمانه
این کتاب با عنوان " از پرسی جکسون: محرمانه محرمانه دورگه محرمانه " که در تاریخ ۲ مه ۲۰۱۷ منتشر شد.